# Parní turbína

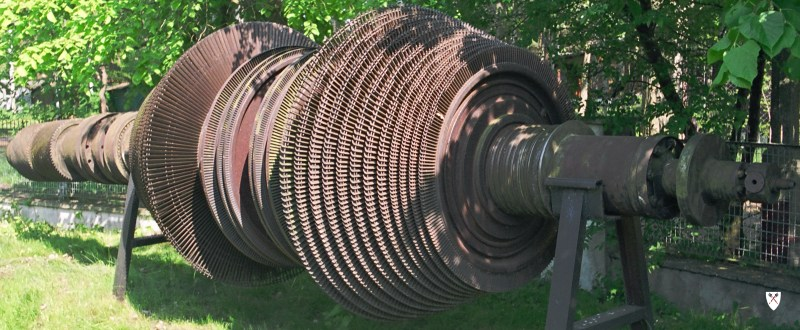
Rotor parní turbíny Parsons z polského torpédoborce ORP Wicher

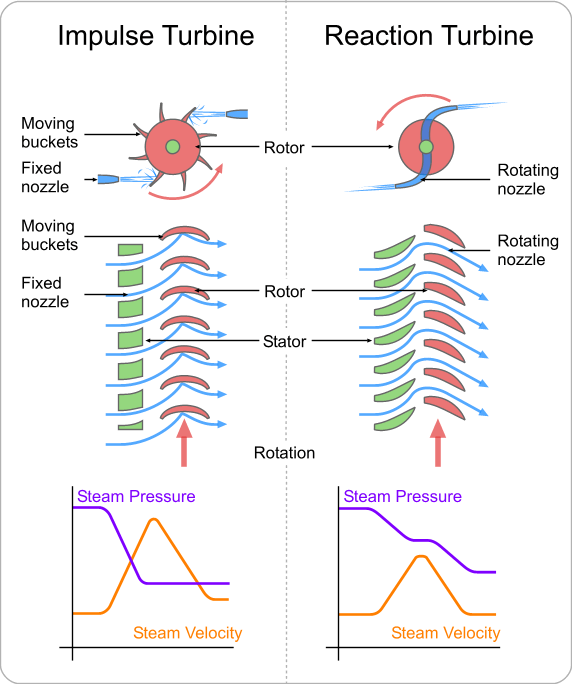
Schéma impulzní a reakční turbíny

Parní turbína je turbína, točivý tepelný stroj, který převádí tlakovou a kinetickou energii páry, přicházející z generátoru páry, tj. parního kotle, na energii mechanického rotačního pohybu hřídele, osy stroje. Parní turbína má vnější spalování. To znamená, že se palivo spaluje mimo motor.

## Vynálezce
Moderní parní turbínu vynalezl Charles Algernon Parsons v roce 1884. Postupně byla zdokonalována a spolu se spalovacím motorem ve dvacátém století postupně nahradila parní stroj, který předčí účinností.

## Sestava
Skládá se z jednoho, nebo několika postupně se zvětšujících lopatkových kol:
- nepohyblivá lopatková kola, která jsou součástí statoru stroje, se nazývají rozváděcí,
- pohyblivá, která jsou spojena s rotující osou (resp. jsou umístěna na hřídeli) stroje, se nazývají oběžná a spolu s hřídelí (osou) tvoří rotor.

Pro zvýšení účinnosti bývají obvykle velké parní turbíny rozděleny na několik dílů – stupňů, vysokotlaký a nízkotlaký stupeň, případně i středotlaké stupně. Mezi nimi může být i regenerátor páry, který znovu ohřeje expanzí zchladlou páru, čímž zvětší (za cenu dodání relativně malé energie) její objem.

## Užití
Parní turbína je využívána
- především v energetice pro pohon alternátoru tepelných elektráren (uhelných nebo jaderných). Hřídel turbíny je s hřídelí alternátoru spojena pevnou spojkou,
- jako lodní pohon (parník, bitevní loď, jaderná ponorka),
- pohon mechanických strojů (čerpadla, ventilátory, mlýny apod.). použití je většinou jako záloha pro případ výpadku elektřiny u primárních zařízení.

## Konstrukce parních turbín
Hlavní součásti parní turbíny:
- lopatky – oběžné lopatky jsou vyrobeny frézováním nebo přesným odléváním. Dříve byly často používané lopatky z tažených profilů o průřezu tvaru lopatky. Proti kmitání se spojují konce lopatek bandáží nebo jsou vyztuženy dráty,
- skříň – je odlitá z oceli, horizontálně dělená s tvarem přizpůsobeným tvaru rotoru,
- ucpávky – labyrintové s postupnou expanzí unikající páry,
- ložiska – rotor je uložen v radiálních ložiscích a pro zachycení axiální síly je vloženo axiální ložisko. Ložiska jsou kluzná.